# Champey
Cet article concerne la commune de Haute-Saône. Pour la commune de Meurthe-et-Moselle, voir Champey-sur-Moselle.
Champey est une commune française située dans le département de la Haute-Saône, la région culturelle et historique de Franche-Comté et la région administrative Bourgogne-Franche-Comté.

## Géographie

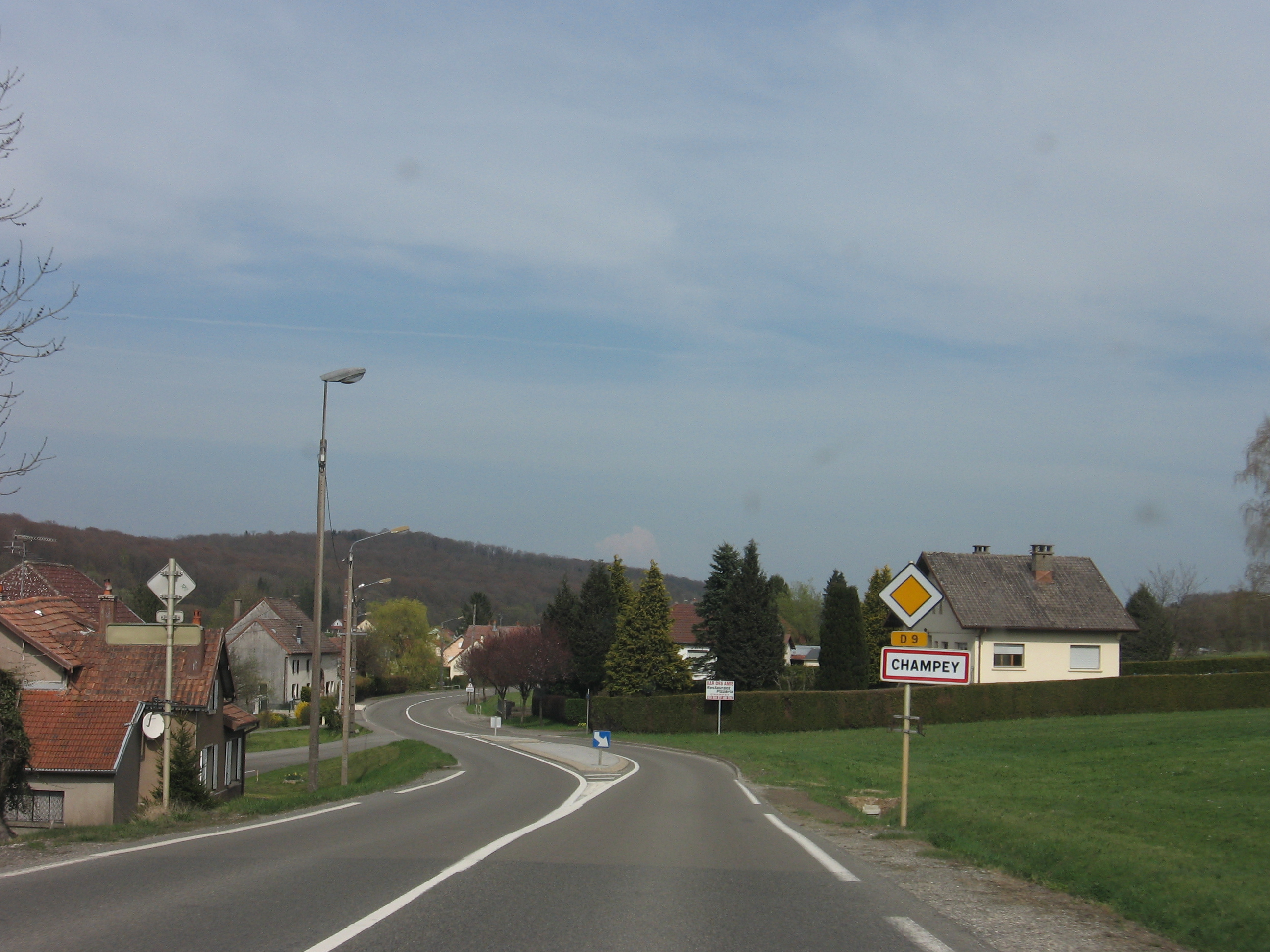
Une entrée du bourg.

### Géologie
Le territoire communal repose sur le bassin houiller keupérien de Haute-Saône.

### Climat
Pour des articles plus généraux, voir Climat de la Bourgogne-Franche-Comté et Climat de la Haute-Saône.
En 2010, le climat de la commune est de type climat de montagne, selon une étude du Centre national de la recherche scientifique s'appuyant sur une série de données couvrant la période 1971-2000. En 2020, Météo-France publie une typologie des climats de la France métropolitaine dans laquelle la commune est exposée à un climat semi-continental et est dans la région climatique  Lorraine, plateau de Langres, Morvan, caractérisée par un hiver rude (1,5 °C), des vents modérés et des brouillards fréquents en automne et hiver. 
Pour la période 1971-2000, la température annuelle moyenne est de 9,8 °C, avec une amplitude thermique annuelle de 17,2 °C. Le cumul annuel moyen de précipitations est de 1 277 mm, avec 13,1 jours de précipitations en janvier et 10,5 jours en juillet. Pour la période 1991-2020, la température moyenne annuelle observée sur la station météorologique de Météo-France la plus proche, « Étobon », sur la commune d'Étobon à 7 km à vol d'oiseau, est de 10,7 °C et le cumul annuel moyen de précipitations est de 1 272,5 mm. 
La température maximale relevée sur cette station est de 38,5 °C, atteinte le 24 juillet 2019 ; la température minimale est de −18 °C, atteinte le 1er mars 2005,,. 
Les paramètres climatiques de la commune ont été estimés pour le milieu du siècle (2041-2070) selon différents scénarios d'émission de gaz à effet de serre à partir des nouvelles projections climatiques de référence DRIAS-2020. Ils sont consultables sur un site dédié publié par Météo-France en novembre 2022.

## Urbanisme

### Typologie
Au 1er janvier 2024, Champey est catégorisée bourg rural, selon la nouvelle grille communale de densité à sept niveaux définie par l'Insee en 2022.
Elle est située hors unité urbaine. Par ailleurs la commune fait partie de l'aire d'attraction de Montbéliard, dont elle est une commune de la couronne,. Cette aire, qui regroupe 137 communes, est catégorisée dans les aires de 50 000 à moins de 200 000 habitants,.

### Occupation des sols
L'occupation des sols de la commune, telle qu'elle ressort de la base de données européenne d’occupation biophysique des sols Corine Land Cover (CLC), est marquée par l'importance des forêts et milieux semi-naturels (63,4 % en 2018), une proportion sensiblement équivalente à celle de 1990 (63,8 %). La répartition détaillée en 2018 est la suivante : 
forêts (60,9 %), prairies (22,9 %), terres arables (6,2 %), zones urbanisées (5,7 %), milieux à végétation arbustive et/ou herbacée (2,5 %), zones agricoles hétérogènes (1,4 %), zones industrielles ou commerciales et réseaux de communication (0,4 %). L'évolution de l’occupation des sols de la commune et de ses infrastructures peut être observée sur les différentes représentations cartographiques du territoire : la carte de Cassini (XVIIIe siècle), la carte d'état-major (1820-1866) et les cartes ou photos aériennes de l'IGN pour la période actuelle (1950 à aujourd'hui).

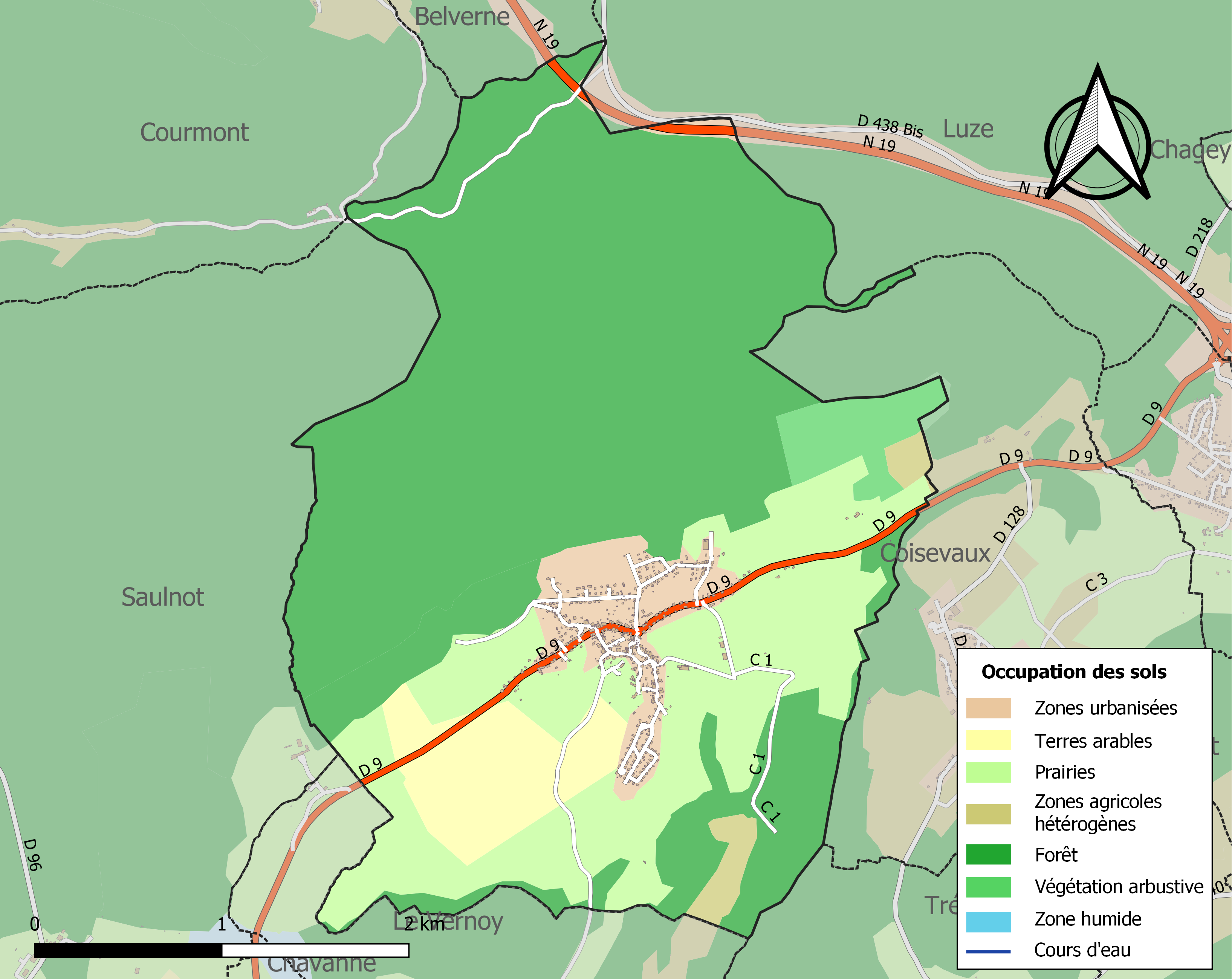
Carte des infrastructures et de l'occupation des sols de la commune en 2018 (CLC).

## Histoire
Henri de Champey, chevalier, ainsi que ses deux frères Guyemard et Girard, étaient cités en 1258, leur maison portait : de sable à la bande d'argent, chargé de trois molettes d'éperons de gueules. À cette même date vivait Jean dit Malecher, sire d'Aroz et de Champey, bienfaiteur des abbayes de la Charité (située à Corneux, commune de Saint-Broing) et de Lieu-Croissant (érigée à Mancenans). Jean avait des terres à Champey, Bavans et Étouvans et son fils aîné Pierre devait lui succéder dans ses fiefs avant de décéder en 1327. La maison de Champey devait subsister encore un siècle avant de s'éteindre dans la personne d'Otthenin de Champey, écuyer, qui tenait aussi le village de Couthenans. Avant de décéder, il vendait à Henri de Cemboing et Jeanne de Romain, son épouse, "ses héritages et terres de Champey, compris une maison-forte et cheminée de pierre, fosselée entour et pont-levis, étant du fief de Neufchâtel". En 1550, Jean d'Andelot, premier écuyer de Charles Quint, possédait ce fief qu'il tenait d'Olivier et Claude de Diesse. En 1570, le fief était réuni à la seigneurie d'Héricourt.
Visserey ou Vicerey était un village situé dans les environs de Champey. Le chapitre de Montbéliard possédait des terres dans ce hameau en 1196. Soixante ans plus tard, Guyemard, chevalier de Champey, et Henri son frère réalisaient un échange avec l'abbaye Notre-Dame de Belchamp : ".. et tout ce que leur appartient dedans les bornes de Visserey devers Vaux". Le village semble avoir disparu au XIVe siècle car une charte de 1333 précisant la désignation des biens abandonnés au comte de Montbéliard, Henri de Montfaucon, reprend en détail l'acte de 1196 mais sans citer Visserey.

## Politique et administration

### Rattachements administratifs et électoraux
Champey fait partie de l'arrondissement de Lure du département de la Haute-Saône, en région Bourgogne-Franche-Comté.
La commune était historiquement rattachée depuis la Révolution française au canton d'Héricourt. Celui-ci a été scindé en 1985 et la commune rattachée au canton de Héricourt-Ouest. Dans le cadre du redécoupage cantonal de 2014 en France, la commune fait désormais partie du Canton d'Héricourt-2.

### Intercommunalité
La commune est membre de la communauté de communes du Pays d'Héricourt, intercommunalité créée au 1er janvier 2001

### Tendances politiques et résultats
Longtemps socialiste, Champey penche désormais vers le Front national à l'instar de nombreuses communes rurales.

#### Élections municipales

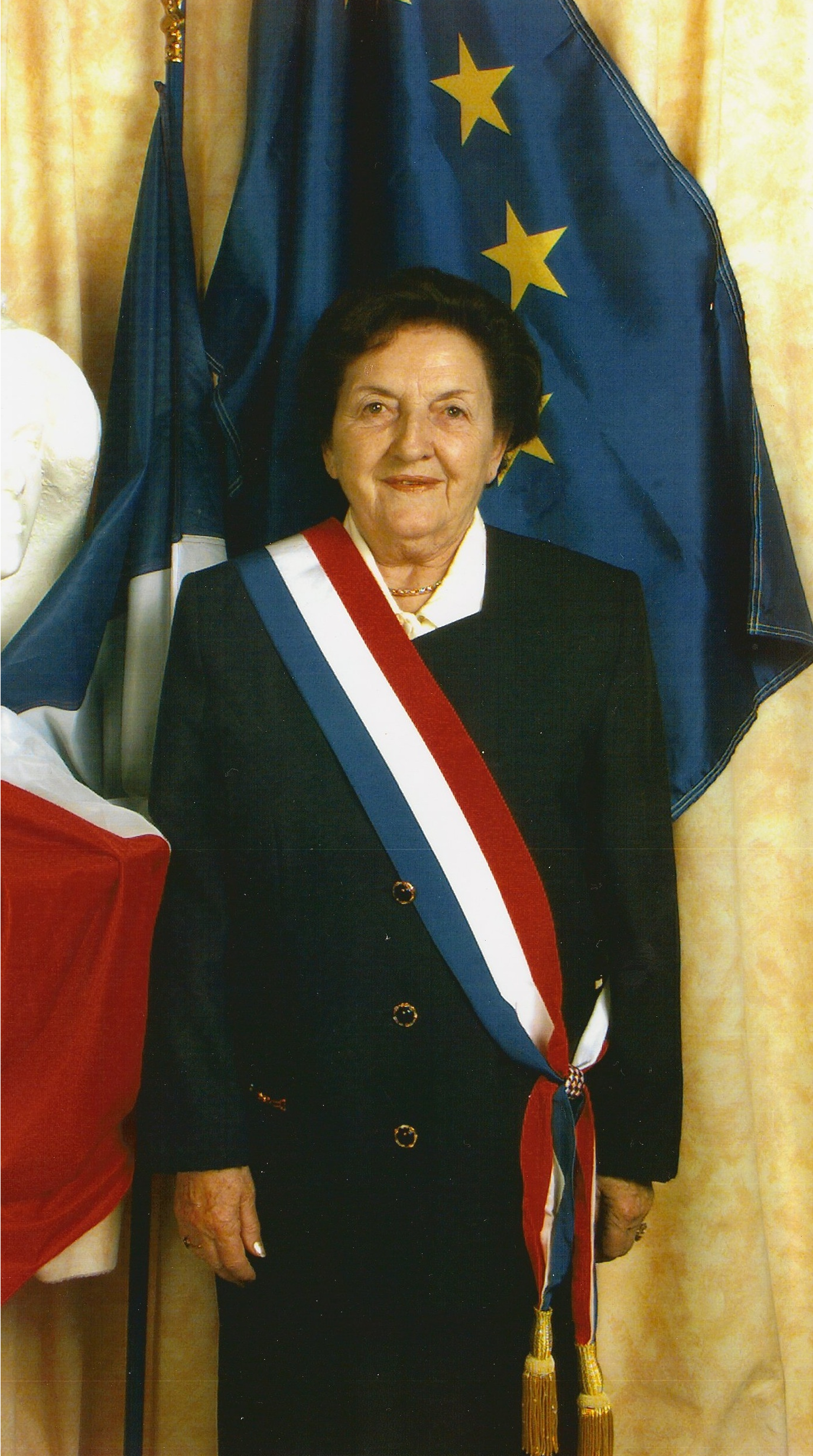
Ginette Valley, maire de Champey de 1983 à 2001.

2014
- Liste d’Intérêt Communal « Champey 2014-2020 » conduite par Jean Valley[16]
- Liste Ensemble pour l'Avenir de Champey conduite par Jimmy Aristidini[17]

2008
À l'issue de ces élections, le maire PS Jean Valley a été réélu pour un mandat de six ans.
2001
Le 11 mars 2001, la liste d'intérêt communal fut la seule liste en lice. À l'issue de ces élections, Jean Valley, premier adjoint depuis dix-huit ans, a été élu maire.
1995
1989
1983
Lors de ces élections, deux listes s'affrontent. Une liste d'Union soutenu par le maire sortant (qui ne se représente pas) et une liste d’intérêt communal. Les quinze sièges du conseil municipal reviennent alors à la liste d’intérêt communal. Ginette Valley est élue à la tête de la commune.

### Liste des maires
| Période                                  | Période                   | Identité           | Étiquette     | Qualité |
| ---------------------------------------- | ------------------------- | ------------------ | ------------- | --- |
| Les données manquantes sont à compléter. |                           |                    |               | |
| 1888                                     | 1912                      | Pierre Duvernoy    |               | |
| 1912                                     | 1925                      | Charles Jeand'heur |               | |
| 1925                                     | 1945                      | Alfred Valley      | DVG           | |
| 1945                                     | 1971                      | Louis Adam         | DVG           | |
| 1971                                     | 1983                      | Henry Receveur     | DVD           | |
| 1983                                     | 2001                      | Ginette Valley     | Divers gauche | Chevalière de l'Ordre national du Mérite                                                                        |
| 2001                                     | En cours (au 27 mai 2020) | Jean Valley        | PS            | Petit-fils d'Alfred Valley Vice-président de la CC du Pays d'Héricourt (2014 → ) Réélu pour le mandat 2020-2026 |

## Population et société

### Démographie
En 2022, la commune de Champey comptait 798 habitants. À partir du XXIe siècle, les recensements réels des communes de moins de 10 000 habitants ont lieu tous les cinq ans. Les autres « recensements » sont des estimations.
| 1793 | 1800 | 1806 | 1821 | 1831 | 1836 | 1841 | 1846 | 1851 |
| ---- | ---- | ---- | ---- | ---- | ---- | ---- | ---- | ---- |
| 204  | 552  | 545  | 642  | 727  | 727  | 755  | 742  | 755  |

| 1856 | 1861 | 1866 | 1872 | 1876 | 1881 | 1886 | 1891 | 1896 |
| ---- | ---- | ---- | ---- | ---- | ---- | ---- | ---- | ---- |
| 715  | 744  | 696  | 717  | 732  | 719  | 703  | 680  | 632  |

| 1901 | 1906 | 1911 | 1921 | 1926 | 1931 | 1936 | 1946 | 1954 |
| ---- | ---- | ---- | ---- | ---- | ---- | ---- | ---- | ---- |
| 626  | 571  | 522  | 455  | 419  | 417  | 398  | 398  | 402  |

| 1962 | 1968 | 1975 | 1982 | 1990 | 1999 | 2006 | 2011 | 2016 |
| ---- | ---- | ---- | ---- | ---- | ---- | ---- | ---- | ---- |
| 456  | 508  | 603  | 763  | 785  | 713  | 817  | 864  | 869  |

| 2021 | 2022 | - | - | - | - | - | - | - |
| ---- | ---- | - | - | - | - | - | - | - |
| 825  | 798  | - | - | - | - | - | - | - |

### Santé
L'hôpital le plus proche est l'hôpital Nord Franche-Comté situé à Trévenans, dans le sud du Territoire de Belfort (département voisin),.

## Culture locale et patrimoine

### Lieux et monuments
- La Pierre qui tourne ;
- le temple.

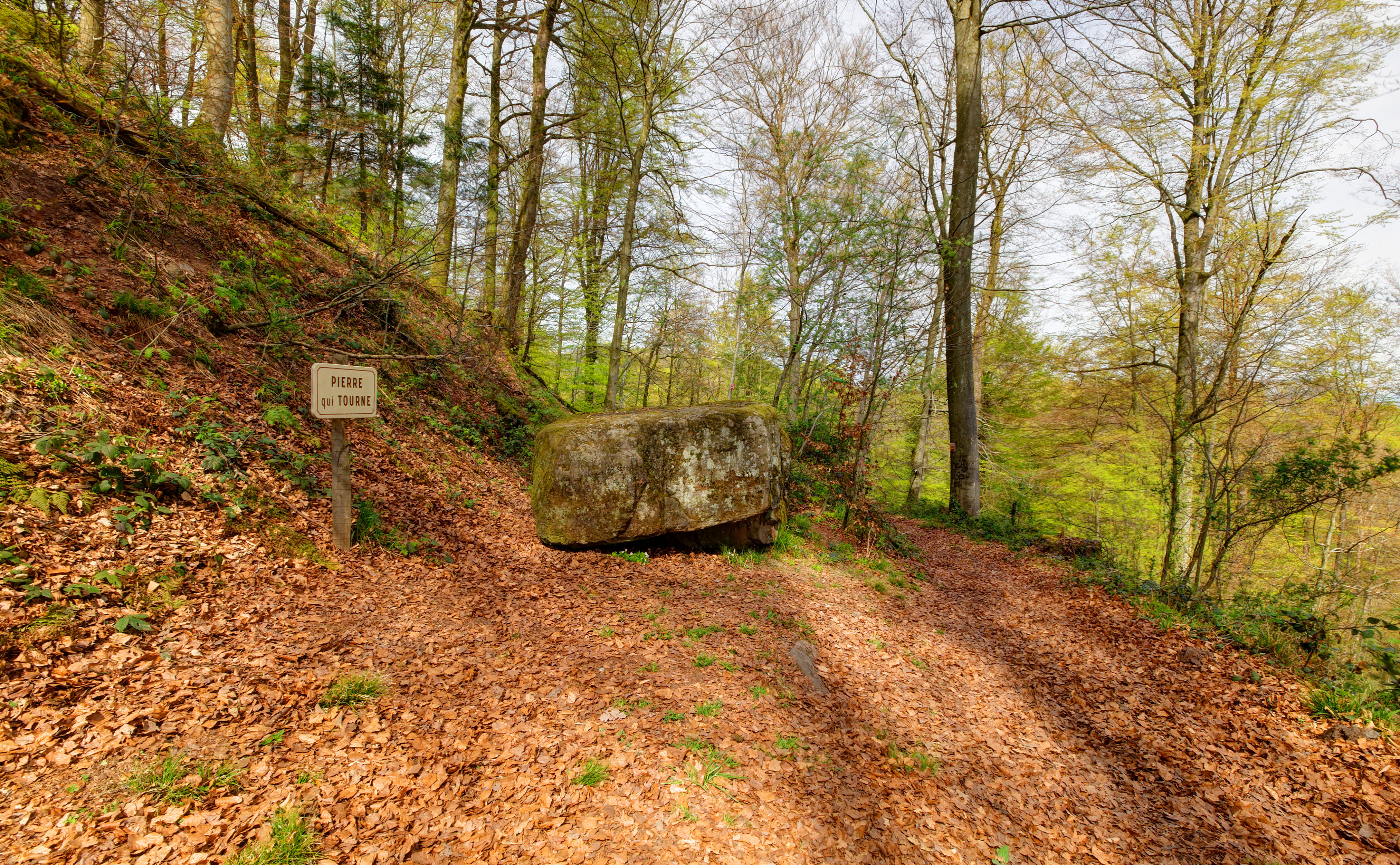
La Pierre qui tourne.
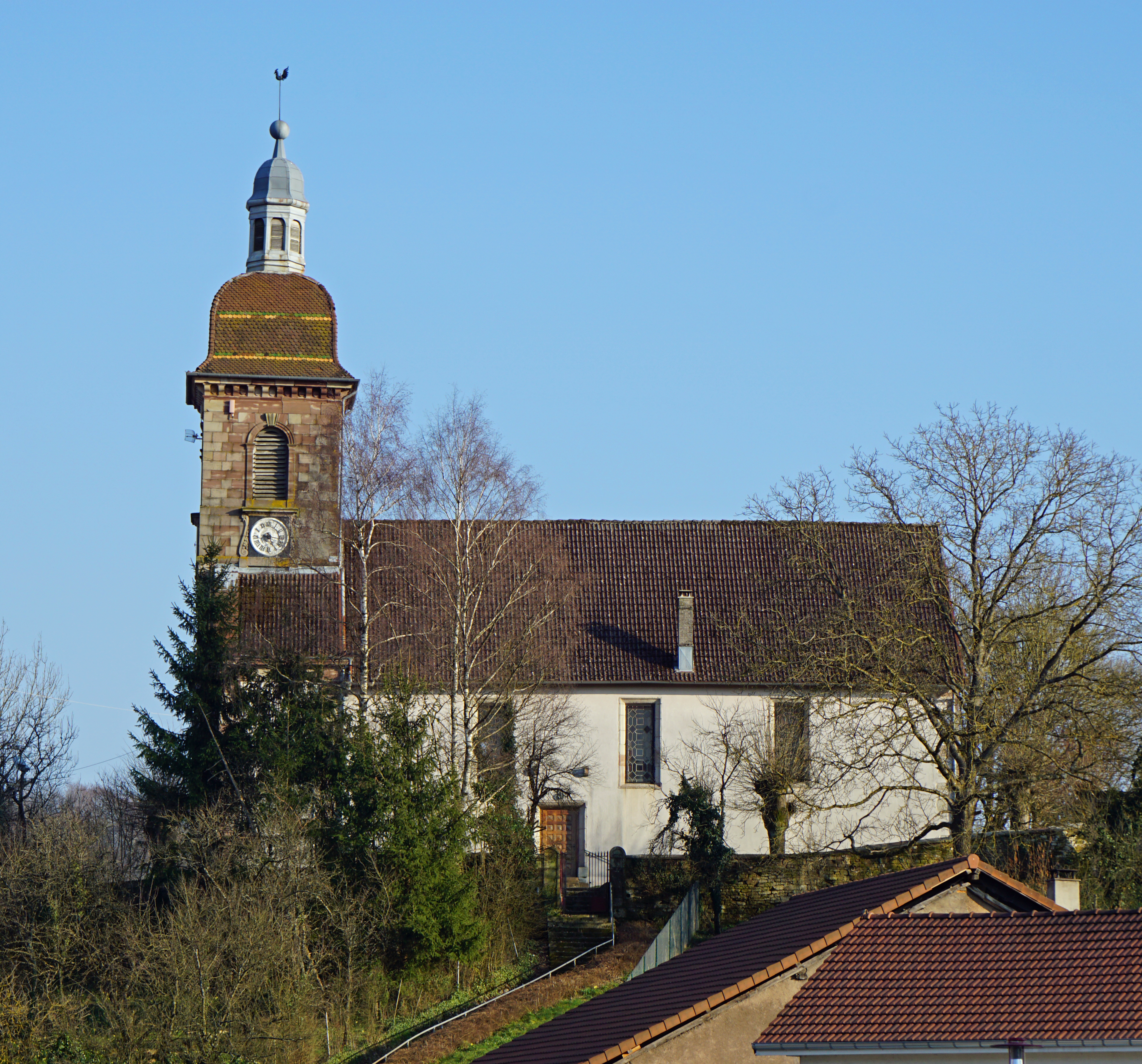
Le temple.
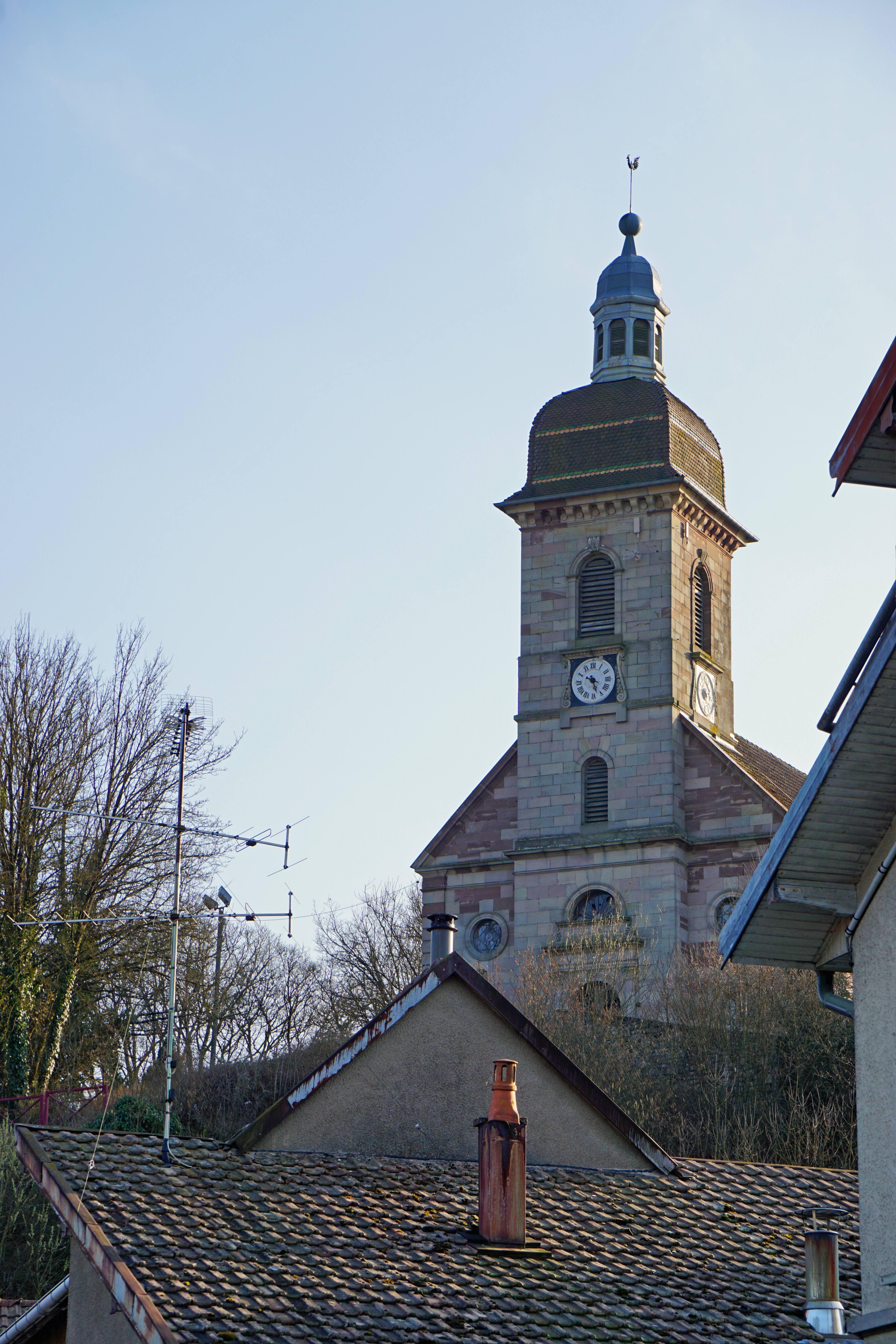

### Héraldique
| Blason de Champey | Blason  | De sable à la bande d'argent chargée de trois molettes à huit pointes de gueules. |
| Blason de Champey | Détails | Le statut officiel du blason reste à déterminer.                                  |